# Atlas national des États-Unis

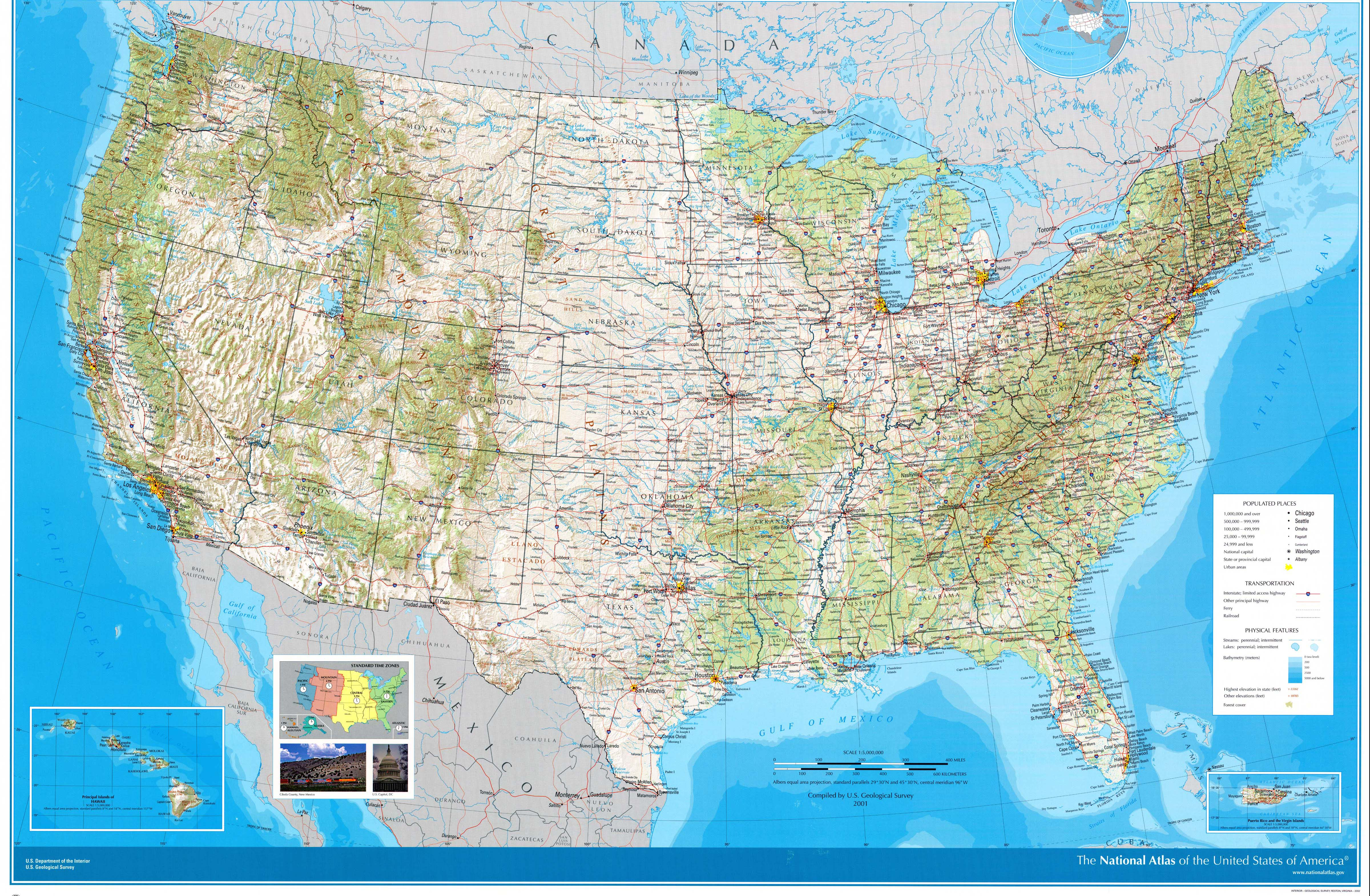
Une carte de lAtlas national de 2002

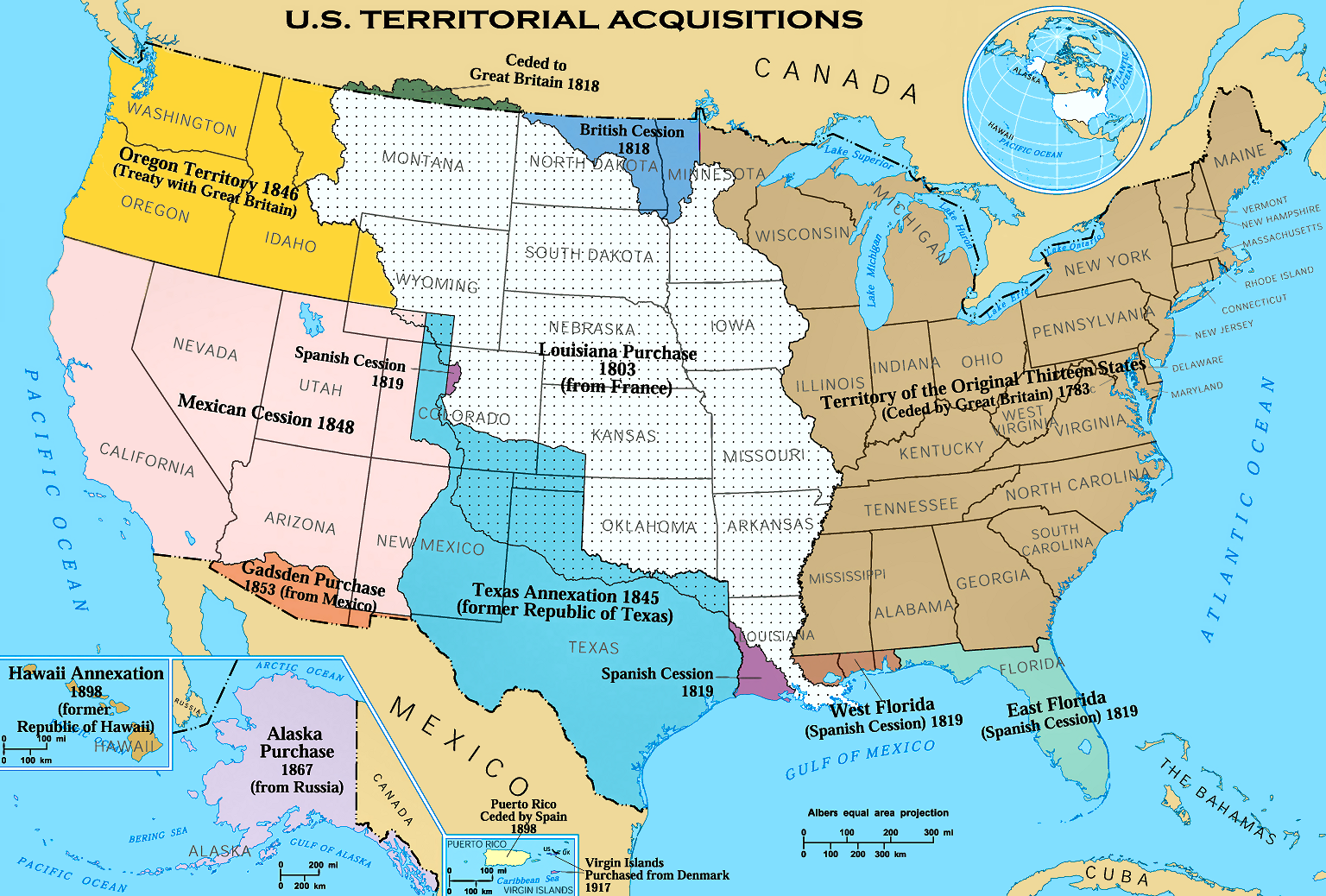
Carte de l'Atlas national (datant d'environ 2005) illustrant les acquisitions territoriales historiques des États-Unis

L'Atlas national des États-Unis (en anglais : National Atlas of the United States) est un atlas publié par le département de l'Intérieur des États-Unis de 1874 à 1997.
Les éditions plus anciennes sont seulement imprimées, mais l’édition la plus récente était disponible en ligne. Puisqu'il s'agit d'une publication du gouvernement des États-Unis, l'atlas et ses cartes sont dans le domaine public.
Selon le site web de l'Atlas national des États-Unis, cet atlas « a fourni une vue complète, sous forme d'une carte, de l'énorme richesse de données géospatiales et géostatistiques collectées pour les États-Unis »,. Son objectif d'alors est également d'augmenter « les connaissances et la compréhension géographiques, ainsi que de favoriser la conscience nationale »,. Les informations utilisées pour développer lAtlas national des États-Unis ont également été utilisées en conjonction avec les informations canadiennes et mexicaines pour produire des outils à l'échelle continentale tels que lAtlas environnemental de l'Amérique du Nord (en).
Durant ses années de fonctionnement, la version en ligne de l'Atlas national des États-Unis contient des milliers de cartes imprimables, des ensembles de données cartographiques numériques entièrement documentés, des cartes murales, des services de cartes Web et de fonctionnalités conformes aux normes de l'Open Geospatial Consortium, des cartes dynamiques multimédias et des applications cartographiques innovantes.
Fin 2013, les responsables de la cartographie de l'Institut d'études géologiques des États-Unis décident de mettre fin au programme malgré le fait que le site nationalatlas.gov recevait trois fois plus d'utilisation que son autre service de cartographie nationalmap.gov. La disparition de l'Atlas National a été annoncée en février 2014 et nationalatlas.gov a été mis hors ligne le 1er octobre 2014.
Depuis le retrait de l'Atlas, ses données restent disponibles à deux endroits :
- Les données publiées dans l'Atlas national sont archivées dans l'Édition 1997-2014 de l'Atlas national des États-Unis (1997-2014 Edition of The National Atlas of the United States) sur le site du gouvernement américain[4][réf. à confirmer].
- L'USGS continue de mettre à disposition au moins un sous-ensemble des données de l'Atlas national dans le cadre de sa Collection nationale de cartes à petite échelle[note 3],[5].  Quelques ensembles de données ont été mis à jour depuis le retrait de l’Atlas.

## Histoire

### Édition de 1874
Le premier atlas national des États-Unis, intitulé Atlas statistique des États-Unis basé sur les résultats du neuvième recensement de 1870, est publié en 1874. Francis A. Walker, le Surintendant du recensement des États-Unis de 1870, compile cet atlas « avec les contributions de nombreux hommes de science éminents et de plusieurs départements du gouvernement »,. L'Atlas national américain de 1874 contient des cartes de population ainsi que des cartes économiques et des ressources naturelles (y compris des cartes des forêts, des métaux précieux, du charbon, du climat et des cultures).

### Édition de 1920
Henry Gannett, qui a travaillé comme Géographe en chef du Bureau de recensement des États-Unis et de l'Institut d'études géologiques des États-Unis (USGS), a dirigé la production de trois atlas nationaux supplémentaires des États-Unis après 1874, le dernier publié en 1920.

Logo de lAtlas national.

### Édition de 1970
L’édition suivante de l’Atlas national des États-Unis a été publiée en 1970, soit un demi-siècle plus tard. L'USGS et son géographe en chef, le Dr Arch C. Gerlach, ont également supervisé la préparation et la production (qui ont pris plusieurs années) de cette édition de 1970,. Elle pèse 12 lb (5,44 kg), fait quatre cents pages et comporte une collection de 765 cartes. Ces dernières présentent « des informations scientifiques provenant de diverses sources fédérales et décrivaient les principales caractéristiques du pays, notamment ses caractéristiques physiques, son évolution historique, ses activités économiques, ses conditions socioculturelles, ses subdivisions administratives et sa place dans les affaires mondiales ».
L'atlas de 1970 a été créé principalement pour être utilisé par les fonctionnaires du gouvernement américain, les chercheurs et d'autres personnes qui ont besoin de « visualiser les modèles et les relations à l'échelle nationale entre les phénomènes environnementaux et les activités humaines »,. 15 000 exemplaires de l'atlas de 1970 ont été imprimés, et son prix était de 100 dollars (
soit 658,35 $ en 2025) le rendait prohibitif pour la plupart des Américains. La majorité de ces 15 000 exemplaires ont été achetés par des écoles et des bibliothèques.

### Édition de 1997

#### Production et sortie
L'Atlas national final des États-Unis est créé en 1997 et est publié en ligne au cours des neuf premiers mois de 2014. L'USGS a dirigé la création de cette édition, mais plus de vingt agences fédérales américaines ont coopéré à sa production. À l'époque, ses différents produits et services comprennent le premier programme de cartographie interactive en ligne offert par le gouvernement fédéral.

#### Disponibilité des données de l'Atlas de 1997-2014
Les données de l'Atlas national ont été retirées du site Web de l'USGS ; cependant, le site indique que les cartes imprimables sont archivées sur la Wayback Machine de l'Internet Archive. Les cartes peuvent être imprimées ou téléchargées, mais pas prévisualisées.
L'USGS a mis à jour une poignée d'ensembles de données de l'Atlas sur ses pages depuis la mise hors service de l'Atlas.